# گونویک (مینه‌سوتا)
گونویک، مینه‌سوتا (به انگلیسی: Gonvick, Minnesota) یک شهر در ایالات متحده آمریکا است که در Clearwater County واقع شده‌است.

## خصوصیات
گونویک ۳٫۳۴ کیلومترمربع مساحت و ۲۸۲ نفر جمعیت دارد و ۳۹۱ متر بالاتر از سطح دریا واقع شده‌است.